# Parotocinclus minutus
Parotocinclus minutus és una espècie de peix tropical i d'aigua dolça de la família dels loricàrids i de l'ordre dels siluriformes. Els adults poden assolir els 3,3cm de longitud total. Es troba a Sud-amèrica.